# Tiffany Doll
Tiffany Doll (Cherburgo-Octeville, Normandia; 20 de mayo de 1986) es una actriz pornográfica francesa.

## Biografía
Nació en mayo de 1986 en la pequeña comuna de Cherburgo-Octeville, situada en el departamento de Mancha, en la región de Normandia. Se encontraba en Londres trabajando cuando entró en la industria pornográfica en 2010, a la edad de 24 años. El mismo año de su debut se convirtió en la nueva chica Colmax y ganó el concurso Miss Top Girl de Praga.
Desde sus comienzos, ha trabajado para principales estudios del sector como Evil Angel, Harmony Films, SexArt, Private, Kick Ass Pictures, New Sensations, Elegant Angel o 21Sextury. Además, ha grabado escenas para los portales web Slimewave, Orgasmatics y Drunksexorgy.
En 2014 recibió su primera nominación en los Premios AVN a la Artista femenina extranjera del año, categoría en la que volvería a estar nominada en 2015 y 2016. En 2016 también fue candidata en la categoría de Mejor escena de sexo en producción extranjera por Baron's Whores.
Otros títulos de su filmografía son Anal Buffet 12, She Needs Breaking In, Hard In Love 2, Bodyguard, Juvenile Rampage, Stepmom Lessons 2, Sugar Fuck Candy, The Dancer o Xrated Tales and Legends.
Ha rodado más de 670 películas como actriz.

## Premios y nominaciones
| Año  | Ceremonia                   | Resultado | Premio                                              | Trabajo               |
| ---- | --------------------------- | --------- | --------------------------------------------------- | --------------------- |
| 2011 | Shafta Award                | Nominada  | Best Online Sex Scene                               | —                     |
| 2012 | Dorcel Award                | Nominada  | Best French Actress                                 | —                     |
| 2012 | Urban X Awards              | Nominada  | Mejor escena de sexo trío                           | Prince The Penetrator |
| 2013 | Spank Bank Technical Awards | Ganador   | Best Thing To Happen To France Since The French Fry | —                     |
| 2014 | Premios AVN                 | Nominada  | Artista femenina extranjera del año                 | —                     |
| 2014 | Spank Bank Awards           | Nominada  | International Fuck Bunny                            | —                     |
| 2015 | Premios AVN                 | Nominada  | Artista femenina extranjera del año                 | —                     |
| 2015 | Spank Bank Awards           | Nominada  | Imported Temptress of the Year                      | —                     |
| 2015 | Spank Bank Awards           | Nominada  | Gangbanged Princess of the Year                     | —                     |
| 2016 | Premios AVN                 | Nominada  | Artista femenina extranjera del año                 | —                     |
| 2016 | Premios AVN                 | Nominada  | Mejor escena de sexo en producción extranjera       | Baron's Whores        |
| 2016 | Premios AVN                 | Nominada  | Premio fan: Actriz porno favorita                   | —                     |
| 2016 | Spank Bank Awards           | Nominada  | DP Diva of the Year                                 | —                     |
| 2016 | Spank Bank Awards           | Nominada  | Imported Temptress of the Year                      | —                     |
| 2017 | Premios AVN                 | Nominada  | Artista femenina extranjera del año                 | —                     |
| 2017 | Premios AVN                 | Nominada  | Mejor escena de sexo en grupo                       | Gangbang and Orgies   |
| 2018 | Spank Bank Awards           | Nominada  | European Enchantress of the Year                    | —                     |
| 2018 | Spank Bank Awards           | Nominada  | Gangbanged Girl of the Year                         | —                     |
| 2018 | Spank Bank Awards           | Nominada  | Most Comprehensive Utilization of All Orifices      | —                     |
| 2019 | Spank Bank Awards           | Nominada  | ATOGM Girl of the Year                              | —                     |